# Tomasz Wrotoń
Tomasz Wrotoń (ur. 11 lipca 1973) polski piłkarz grający na pozycji pomocnika. Swoją karierę zaczynał w 1990 roku w Techniku Ropczyce, grał m.in. w Stali Mielec, Wawelu Kraków, a od 1997 roku występuje w polonijnym klubie Wiśle Chicago.